# Le Scorpion
Le Scorpion (Em Portugal: O Escorpião) é uma série de banda desenhada franco-belga de ficção histórica criada por Stephen Desberg e Enrico Marini.

## História
Para os habitantes da parte inferior da cidade, ele é o Escorpião. Os homens evitam-no e temem a sua. As mulheres procuram-no, fascinadas pela presença deste belo belo homem
Para os habitantes da cidade alta, é Armando Catalano, o homem que podem procurar para encontrar financiamento para encontrar relíquias dos santos da antiga cidade medieval nas catacumbas romanas.
Para o Cardeal Trebaldi, o implacável comandante de monges guerreiros, o homem que não hesita em empalar um padre muito falador no seu confessionário, ele é o testemunho de uma época maldita que acabará por desaparecer. Para fazer isso, Trebaldi pediu a uma cigana egípcia especialista em venenos, para lhe trazer a pele de um homem que tem no ombro direito uma tatuagem em forma de um escorpião. Uma tatuagem amaldiçoada para lembrar a todos que a mãe do herói morreu queimada como bruxa.
Mas a cigana falhou, libertando a ira do Escorpião. E as paredes do Vaticano tremem agora de medo…

## Criação
É um maravilhoso livro de capa e espada, uma homenagem ao sublime "Fanfan la Tulipe", foi criado em 2000 por Stephen Desberg (argumento) e Enrico Marini (desenho). A obra leva-nos a pensar sobre a origem das religiões e se o bem e o mal não são meras ilusões humana, criadas para permitir que algumas famílias dominem o mundo através dos séculos.
Os desenhos de Marini são soberbos e as brilhantes cúpulas do magnífico palácio papal da cidade santa, explodem com elegância e subtileza.

## Personagens
- O Escorpião
- Méjaï
- O Cardeal Trebaldi
- Ansea Latal
- O Hussardo
- Rochnan
- Nelio Trebaldi
- Marie-Ange Sarlat

## Álbuns
1. La Marque du diable (2000)
2. Le Secret du Pape (2001)
3. La Croix de Pierre (2002)
4. Le Démon au Vatican (2004)
5. La Vallée sacrée (2004)
6. Le Trésor du Temple (2005)
7. Au Nom du Père (2006)
8. L'Ombre de l'ange (2008)

### Fora de série
- Le Procès Scorpion (2007)